# Oculudentavis
Oculudentavis é um gênero extinto de Sauria de colocação taxonômica incerta, originalmente identificado como um dinossauro avialae (pássaro, no sentido amplo). Ele contém uma única espécie conhecida, Oculudentavis khaungraae. O único fóssil conhecido do Oculudentavis compreende um crânio completo preservado em âmbar birmanês. O crânio tinha 1,4 centímetro de comprimento, indicando que o Oculudentavis teria um tamanho comparável ao do moderno beija-flor, se fosse um avialae. O espécime âmbar foi recuperado em depósitos de 99 milhões de anos da bacia de Hukawng, no estado de Cachim, norte de Myanmar. O espécime está envolvido em controvérsia quanto à sua identidade e às questões éticas que envolvem a aquisição e o estudo do âmbar birmanês.

## Descoberta e nomeação
Oculudentavis é conhecido a partir de um crânio completo preservado em âmbar birmanês, encontrado no local de Angbamo no município de Tanai, estado de Cachim, norte de Myanmar. O nome do gênero Oculudentavis foi escolhido para incluir a combinação das palavras oculus, dentes e avis. Estas palavras em latim traduzem-se em "olho", "dente" e "pássaro", respectivamente. O nome específico homenageia Khaung Ra, a mulher que doou o pedaço de âmbar ao Museu Hupoge Amber para estudo. Atualmente, o holótipo é catalogado como HPG-15-3 no Museu Hupoge Amber.

## Descrição
O crânio de Oculudentavis tinha apenas 1,4 centímetro de comprimento, indicando que o Oculudentavis seria o menor dinossauro mesozoico conhecido, se essa identificação estiver correta. O animal teria tamanho comparável ao moderno beija-flor.
Tinha um focinho delgado e uma parte de cima do crânio bulbosa, além de uma longa sequência de 23 dentes. As órbitas eram muito grandes e tinham um anel esclerótico espesso formado a partir de ossículos escleróticos em forma de colher incomuns. Isso indica que provavelmente era um animal diurno, ativo principalmente durante o dia. Os olhos saltam para o lado de acordo com um jugal externo (inclinado), indicando que ele não possui visão binocular. Pode ter tido uma mordida relativamente forte e uma dieta especializada de pequenos invertebrados, com base em dentes afiados, pele na boca extensivamente texturizada, processo coronoide alto e crânio robusto e inflexível.
Oculudentavis tinha uma coleção de características plesiomórficas ("primitivas") e avançadas em comparação com outros avialaes mesozoicos. Por exemplo, ele retém ossos frontais, parietais, pós-orbitais e escamosos separados, que são fundidos ou perdidos em aves modernas. A extensa sequência de dentes também é semelhante aos terópodes não avialaes. Por outro lado, carece de uma fenestra anterorbital separada e os ossos do focinho são alongados e fundidos. Esses recursos são mais comuns entre os pássaros modernos. Algumas características, como a implantação dentária acrodonte ou pleurodonte e ossos escleróticos em forma de colher, são inéditos para os dinossauros como um todo e, em vez disso, são comuns entre os lagartos modernos. Um pedaço de pele aparentemente escamosa ocorre perto da base do crânio, incomum para um pássaro, mas consistente com uma identidade de lepidosauro. A alta contagem de dentes e a aparente falta de uma fenestra antorbital ou osso quadradojugal também foram usadas para argumentar contra uma identidade avialae.

## Classificação
As especializações causadas pelo pequeno tamanho do Oculudentavis levam a dificuldades em tirar conclusões precisas sobre sua classificação. Uma análise filogenética na descrição original suporta uma localização basal para o Oculudentavis dentro de avialae, apenas um pouco mais próxima das aves modernas do que o Archaeopteryx. Isso sugere que existe uma "linhagem fantasma" de aproximadamente 50 milhões de anos entre o Jurássico Superior e o meio do Cretáceo. Uma pequena quantidade de árvores mais parcimoniosas sugere que é uma espécie enantiornithean, como outras aves preservadas em âmbar birmanês.
Logo após a publicação do artigo, vários paleontologistas expressaram ceticismo quanto ao fato do Oculudentavis ser um dinossauro, devido a um número muito maior de semelhanças com os escamados do que com os terópodes. A forma geral do crânio é considerada o maior argumento a favor das afinidades com pássaros, mas sabe-se que alguns lagartos vivos (Meroles, Anolis) e répteis extintos (Avicranium, Teraterpeton) evoluíram de forma convergente para um formato de crânio semelhante a um pássaro. O uso de uma análise filogenética focada em aves (sem considerar lagartos) também foi criticado. Os editores da publicação Fanpu do Institute of Vertebrate Paleontology e Paleoanthropology publicaram um editorial defendendo uma interpretação do Oculudentavis como um lagarto e não como um avialae.

## Paleoecologia

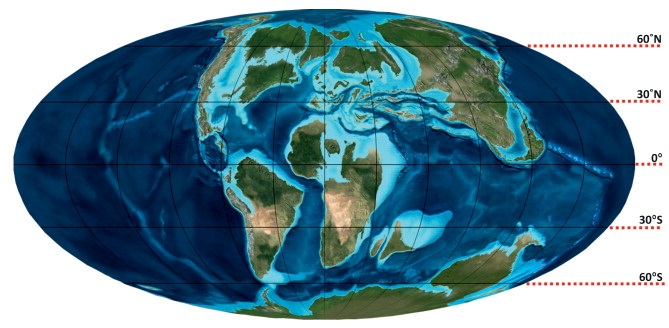
Paleogeografia do Albiano Superior (105 Ma)
Mapa original de Ron Blakey

O âmbar birmanês é recuperado da Bacia de Hukawng, uma grande bacia sedimentar mesozoica–cenozoica no estado de Cachim, no norte de Myanmar. Os estratos sofreram dobragem e falha. A bacia é considerada parte do West Burma Block ou Burma Terrane, que tem uma história tectônica debatida. O quarteirão fazia parte de Gondwana durante pelo menos o Paleozoico Inferior, mas o momento da fenda é muito incerto, com estimativas que variam do Devoniano ao Cretáceo Inferior. Também é contestado se o bloco havia acumulado na margem continental asiática no momento da deposição âmbar.
Alguns membros da flora e fauna têm afinidades gondwananas, embora os albanerpetonídeos sejam mais tipicamente encontrados nos continentes do norte.